# 華盛頓海峽
華盛頓海峽（英語：Washington Strait），是南極洲的海峽，位於南奧克尼群島，寬4.8公里，西面是弗雷德里克森島和鮑威爾島，東面是勞里島，在1821年12月由捕海豹者發現，現時由南極條約體系管理。